# Garghabasar-Moschee
Garghabasar-Moschee (aserbaidschanisch Qarğabazar-Moschee), bekannt auch als Gijas ad-Din Moschee, ist eines der ältesten schiitischen Gotteshäuser Aserbaidschans aus dem 17. Jahrhundert. Dieses befindet sich im Dorf Garghabasar im Bezirk Füzuli und war von August 1993 bis 20. Oktober 2020 unter Kontrolle der international nicht anerkannten Republik Arzach.

## Geschichte und Architektur
Die Moschee wurde auf einem felsigen Hügel in der Mitte des Dorfes während der Herrschaft der Safawiden-Dynastie errichtet. An der Eingangstür befindet sich eine Ligatur mit der Aufschrift: „Diese Moschee wurde von Hadschi Gijas ad Din, dem ehrlichen Geschöpf des Gottes im Jahr 1683–1684 (gregorianisch) erbaut“. Das Gebäude hat keinen Balkon und verfügt nur über eine Halle, die aus lokalen Baumaterialien wie Stein gebaut wurde. Das Dach ist bogenförmig. Bei der Konstruktion wurden außer der Eingangstür keine Holzelemente verwendet. Unweit der Moschee war eine im selben Jahrhundert errichtete Karawanserei gelegen.